# لماسينة ارتجاعية
لماسينة ارتجاعية (الاسم العلمي: Limacina retroversa) هي نوع من الحيوانات يتبع جنس اللماسينة من الفصيلة اللماسينية.